# Jean-Louis Coustillet
Jean-Louis Coustillet, né le 7 janvier 1943 à Bayel, Aube et mort le 14 mars 2021 à La Rochelle, est un footballeur français reconverti entraîneur.
Il est le frère d'André Coustillet.

## Biographie

### Joueur
Originaire de Bayel, Jean-Louis Coustillet fait les beaux jours du football bayellois, avec ses frères, enquillant les buts de manière régulière en Division d’Honneur jusqu’à ce qu’il décide de suivre l’exemple de son frère André, professionnel à Valenciennes, en partant à 25 ans au RC Lens. Il y joue 2 saisons avant de rejoindre Blois 4 années durant.

### Entraîneur
Après sa carrière de joueur, il devient entraîneur. Pendant 9 ans, il accomplira un travail énorme à Viry-Chatillon (D3) puis prend en charge, là aussi avec réussite, Saint-Lô (D3).
En 1982-1983, Jean-Louis Coustillet est l'entraîneur de la seule équipe de Viry-Châtillon à avoir évolué en Division 2.
En 1988, Jean-Louis Coustillet arrive à l'ESTAC Troyes qui vient de se maintenir difficilement en D4. L'objectif à court terme étant de monter en D3. Il le remplit lors de sa seconde saison avec seulement 11 buts encaissés en 26 matches. Lors des deux premières saison en D3, l'ATAC joue la montée vers le professionnalisme. En Coupe de France 1991-1992, le club atteint pour la première fois les huitièmes de finale, éliminé par St-Omer. Coustillet quitte le club en 1992.

### Mort
Le 16 mars 2021, les journaux L'Est-Éclair et Ouest-France annoncent la mort de Coustillet, âgé de 78 ans, des suites de la maladie d'Alzheimer,,. 